# Muraltia calycina
Muraltia calycina är en jungfrulinsväxtart som beskrevs av William Henry Harvey. Muraltia calycina ingår i släktet Muraltia och familjen jungfrulinsväxter. Inga underarter finns listade i Catalogue of Life.